# Trine Græse
Trine Græse (født 9. august 1961) er borgmester i Gladsaxe Kommune, valgt for Socialdemokratiet.
Hun er uddannet teknonom i produktionsplanlægning og blev valgt ind i kommunalbestyrelsen i 2000. I 2002 blev hun formand for Børne- og Undervisningsudvalget, 1. viceborgmester fra 2009 til 2013, og fra 2013 til 2017 var hun formand for Seniorudvalget, indtil hun blev borgmester den 10. juli 2017 efter Karin Søjberg Holst. Græse er gift og har tre voksne døtre.